# Tineke Lagerberg

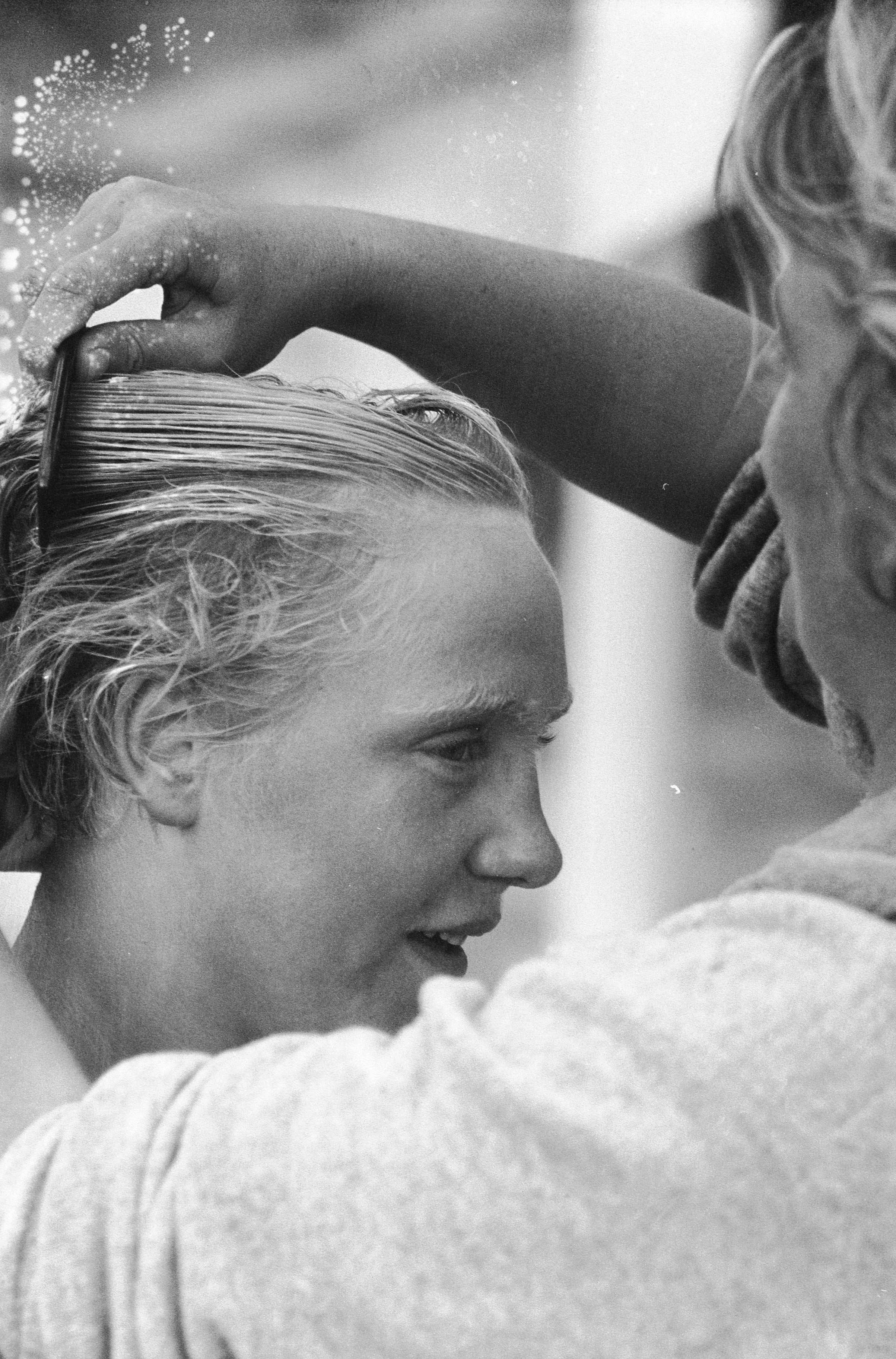
Tineke Lagerberg nach ihrem Sieg über 400 Meter Freistil bei den Niederländischen Meisterschaften 1960

Catharina Bernadetta Jacoba „Tineke“ Lagerberg (* 30. Januar 1941 in Bussum) ist eine ehemalige niederländische Schwimmerin.
Bei den Olympischen Spielen 1960 in Rom gewann sie die Bronzemedaille über 400 m Freistil. Mit der niederländischen Lagenstaffel belegte sie in Rom den vierten Platz. 1958 war sie bereits Europameisterin über 100 m Schmetterling geworden.